# 2024년 하계 올림픽 트리니다드 토바고 선수단
트리니다드 토바고는 2024년 7월 26일부터 8월 11일까지 파리에서 열리는 2024년 하계 올림픽에 참가했다. 트리니다드 토바고 선수들은 이전에 영국 식민지 하에서 4번의 다른 대회에 참가했지만 이번 하계 올림픽은 트리니다드 토바고 서인도 제도 연맹 소속의 19번째 하계 올림픽 출전이 된다.

## 출전 선수
| 종목   | 남자 | 여자 | 전체 |
| ------ | ---- | ---- | ---- |
| 육상   | 7    | 7    | 14   |
| 사이클 | 2    | 0    | 2    |
| 수영   | 1    | 1    | 2    |
| 전체   | 10   | 8    | 18   |

## 메달 집계
| 종목 | 1 | 2 | 3 | 합계 |
| 종목 | ' | ' | ' | '    |
| 종목 | ' | ' | ' | '    |
| 종목 | ' | ' | ' | '    |
| 합계 | ' | ' | ' | '    |

## 같이 보기
- 2024년 하계 올림픽